# ویرایش پسارونویسی
ویرایش پسارونویسی به فرآیندهای بازبینی و ویرایش بیان ژن در مرحلهٔ آران‌ای می‌گویند. این فرایندها پس از رونویسی و پیش از رمزخوانی انجام می‌پذیرند.
از جملهٔ این فرایندها:
1. کلاهک‌گذاری '۵ در پایانهٔ '۵
2. پیرایش آران‌ای
3. افزوده شدن دم چندآدنینی به پایانهٔ '۳
4. ویرایش آران‌ای

می‌باشند.